# Maisons-du-Bois-Lièvremont
Maisons-du-Bois-Lièvremont ist eine französische Gemeinde mit 846 Einwohnern (Stand: 1. Januar 2022) im Département Doubs in der Region Bourgogne-Franche-Comté. Sie gehört zum Arrondissement Pontarlier und ist Mitglied im Gemeindeverband Communauté de communes entre Doubs et Loue. Die Bewohner werden Saugets und Saugettes genannt.

## Geographie
Maisons-du-Bois-Lièvremont liegt auf 840 m, etwa neun Kilometer nordöstlich der Stadt Pontarlier (Luftlinie). Die Doppelgemeinde erstreckt sich im Jura, an einem sonnenexponierten Hang leicht erhöht über dem Doubs, im Val du Saugeais, nördlich der Jurahöhen der Montagne du Larmont, nahe der Grenze zur Schweiz.
Die Fläche des 15,79 km² großen Gemeindegebiets umfasst einen Abschnitt des französischen Juras. Der südliche Teil des Gebietes wird vom offenen Doubstal eingenommen. Der Fluss strömt hier in einer relativ breiten Talniederung nach Nordosten durch das Val du Saugeais. Auf seiner Südseite wird der Doubs von der Jurahöhe von Les Alliés (einer Vorkette der Montagne du Larmont) flankiert, auf der mit 1073 m die höchste Erhebung von Maisons-du-Bois-Lièvremont erreicht wird. Nach Norden erstreckt sich das Gemeindeareal über das Plateau von Lièvremont und einen sanft ansteigenden Hang, der ein lockeres Gefüge von Wies- und Weideland sowie Wald zeigt, bis auf den Höhenrücken von Recours (1055 m).
Die Doppelgemeinde besteht aus verschiedenen Weilern und zahlreichen Einzelhöfen, darunter:
- Maisons-du-Bois (834 m) am nördlichen Talhang des Doubs
- Lièvremont (841 m) auf einer plateauartigen Terrasse nördlich des Doubs
- Les Joumets (983 m) auf dem Höhenrücken nördlich des Doubs
- Pré Jacquier (941 m) in einer Mulde auf dem Höhenrücken nördlich des Doubs

Nachbargemeinden von Maisons-du-Bois-Lièvremont sind La Chaux im Norden, Pays-de-Montbenoît im Osten, Les Alliés und Pontarlier im Süden sowie Arçon im Westen.

## Geschichte
Maison-du-Bois und Lièvremont teilten seit dem Mittelalter das Schicksal der klösterlichen Herrschaft Montbenoît. Die Doppelgemeinde entstand im Jahr 1974 durch die Fusion der vorher selbständigen Gemeinden Maisons-du-Bois und Lièvremont.

## Sehenswürdigkeiten

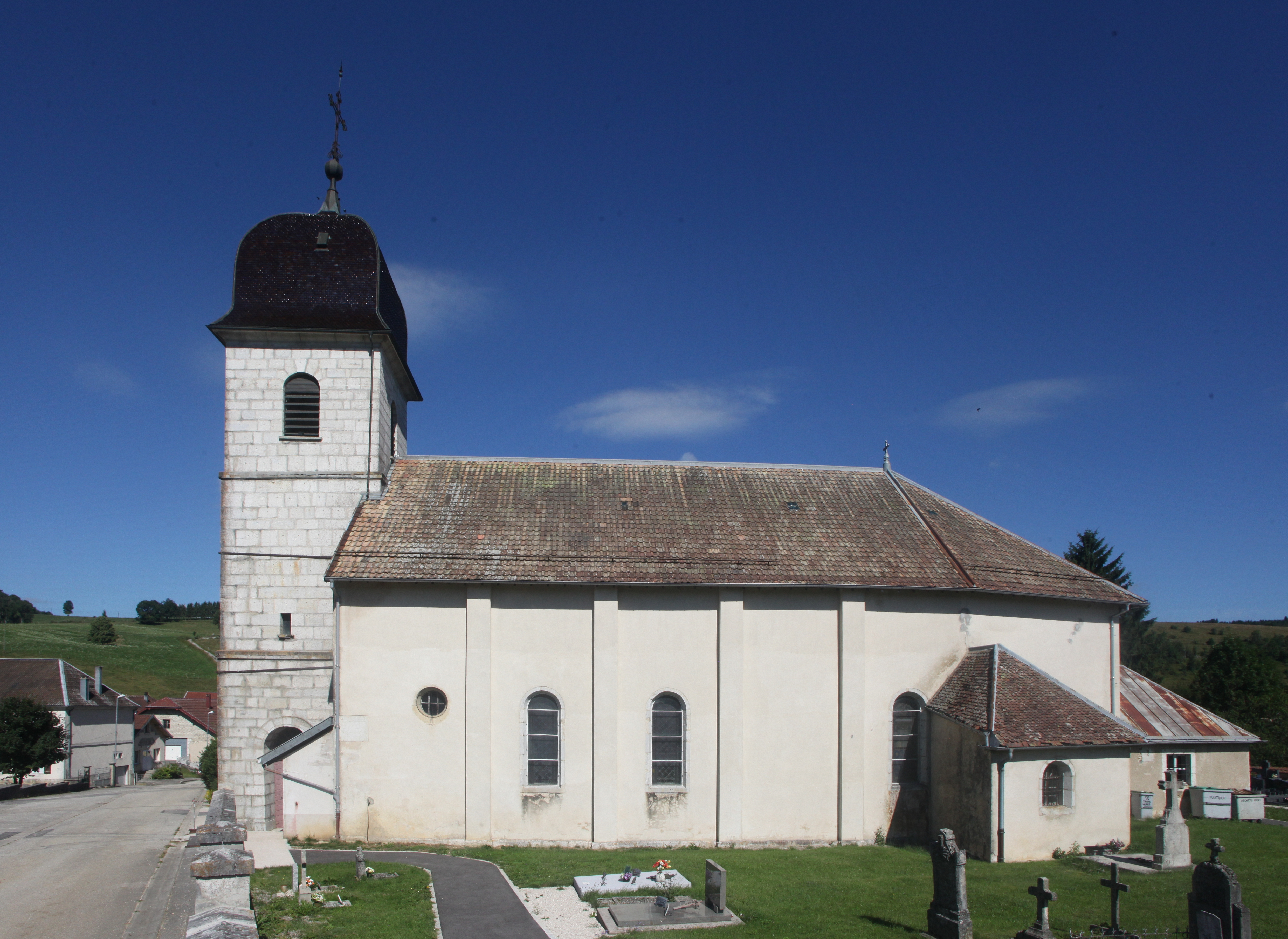
Himmelfahrts-Kirche

Die Mariä-Himmelfahrts-Kirche aus dem 18. Jahrhundert befindet sich in Lièvremont; sie besitzt einen sehenswerten Altar und eine Holzkanzel aus der Erbauungszeit.

## Bevölkerung
| Jahr                       | 1975 | 1982 | 1990 | 1999 | 2007 | 2018 |
| Einwohner                  | 424  | 417  | 461  | 494  | 588  | 824  |
| Quellen: Cassini und INSEE |      |      |      |      |      |      |

Mit 846 Einwohnern (Stand 1. Januar 2022) gehört Maisons-du-Bois-Lièvremont zu den kleinen Gemeinden des Départements Doubs. Nachdem die Einwohnerzahl in der ersten Hälfte des 20. Jahrhunderts markant abgenommen hatte (1886 wurden noch 793 Personen gezählt), wurde seit Beginn der 1980er Jahre wieder ein kontinuierliches Bevölkerungswachstum verzeichnet.

## Wirtschaft und Infrastruktur
Maisons-du-Bois-Lièvremont war bis weit ins 20. Jahrhundert hinein ein vorwiegend durch die Landwirtschaft (Viehzucht und Milchwirtschaft, Ackerbau) und die Forstwirtschaft geprägtes Dorf. Daneben gibt es heute verschiedene Betriebe des lokalen Kleingewerbes. Viele Erwerbstätige sind auch Wegpendler, die in den umliegenden größeren Ortschaften ihrer Arbeit nachgehen.
Die Ortschaft ist verkehrstechnisch gut erschlossen. Sie liegt nahe der Departementsstraße D437, die von Pontarlier nach Morteau führt. Eine weitere Straßenverbindung besteht mit Montflovin. Der Betrieb der ehemaligen Bahnlinie von Pontarlier nach Gilley wurde eingestellt.